# 阿塞里

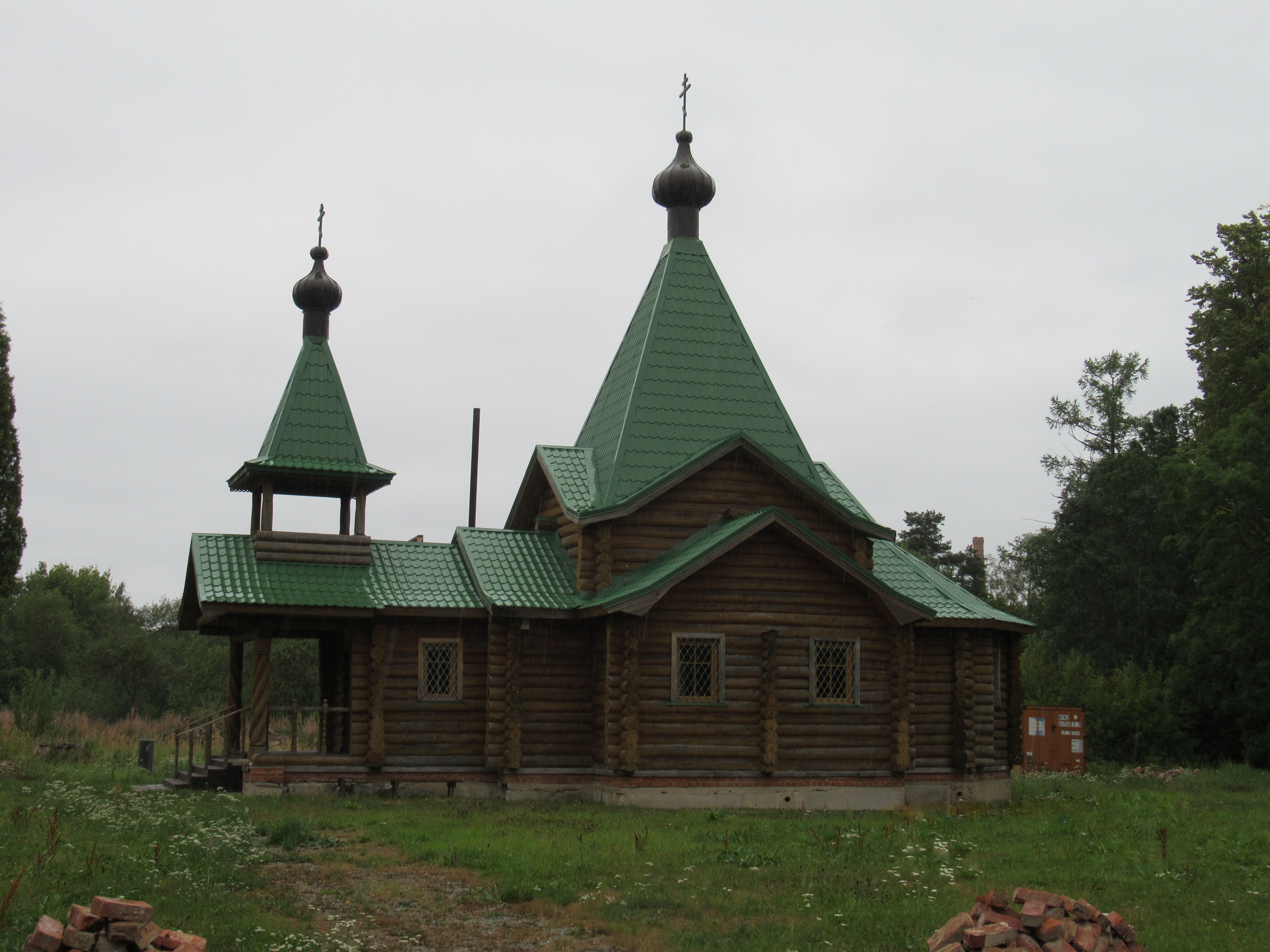
阿塞里东正教堂

阿塞里，是愛沙尼亞西维鲁县维鲁-尼古拉市镇内的小鎮，位於該國東北部，處於芬蘭灣沿岸地區，2011年該小鎮人口為1,439。
阿塞里小镇原隶属東維魯縣，曾是原阿塞里市镇的行政中心。2017年爱沙尼亚行政改革后，阿塞里市镇与西维鲁县的两个市镇合并为新的维鲁-尼古拉市镇。阿塞里小镇也从而隶属西维鲁县。
59°27′05″N 26°51′55″E / 59.45139°N 26.86528°E